# Skytte vid olympiska sommarspelen 1960

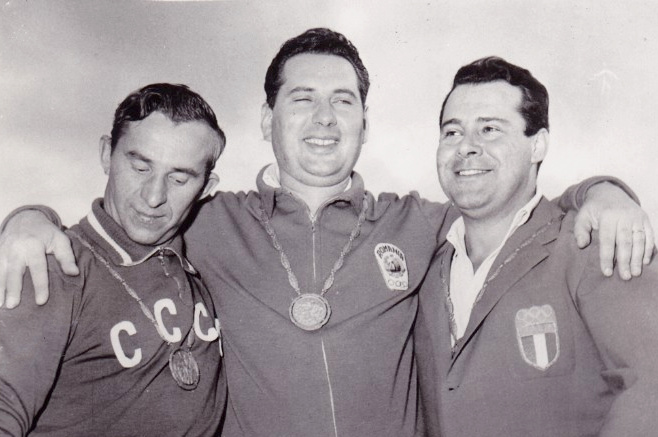
Medaljörerna i trap.

De olympiska tävlingarna i skytte 1960 avgjordes mellan den 3 och 10 september i Rom. 313 deltagare från 59 länder tävlade i sex grenar.
Tävlingarna hölls på tre olika platser. Korthållsskyttet hölls på Umberto I Range i närheten av Roms centrum, lerduveskyttet hölls på S.S. Lazio Shooting Stand, en tillfällig anläggning belägen en kilometer från OS-byn. Fältskyttet hölls på Cesano Range vid en infanteriskola 32 kilometer utanför Rom.
Programmet bestod av sex grenar, det liknade 1952 och 1956 års program men saknade grenar med löpande mål.

## Medaljörer
| Gren                                        | Guld                                | Silver                        | Brons                                  |
| Snabbpistol Detaljer...                     | William McMillan USA                | Pentti Linnosvuo Finland      | Aleksandr Zabelin Sovjetunionen        |
| Fripistol Detaljer...                       | Aleksej Gusjtjin Sovjetunionen      | Makhmud Umarov Sovjetunionen  | Yoshihisa Yoshikawa Japan              |
| 300 meter gevär, tre positioner Detaljer... | Hubert Hammerer Österrike           | Hans Rudolf Spillmann Schweiz | Vasilij Borisov Sovjetunionen          |
| 50 meter gevär, tre positioner Detaljer...  | Viktor Shamburkin Sovjetunionen     | Marat Nijazov Sovjetunionen   | Klaus Zähringer Tysklands förenade lag |
| 50 meter gevär, liggande Detaljer...        | Peter Kohnke Tysklands förenade lag | James Enoch Hill USA          | Enrico Forcella Venezuela              |
| Trap Detaljer...                            | Ion Dumitrescu Rumänien             | Galliano Rossini Italien      | Sergej Kalinin Sovjetunionen           |

## Medaljtabell
| Pl.    | Nation                 | Guld | Silver | Brons | Totalt |
| ------ | ---------------------- | ---- | ------ | ----- | ------ |
| 1      | Sovjetunionen          | 2    | 2      | 3     | 7      |
| 2      | USA                    | 1    | 1      | 0     | 2      |
| 3      | Tysklands förenade lag | 1    | 0      | 1     | 2      |
| 4      | Rumänien               | 1    | 0      | 0     | 1      |
| 4      | Österrike              | 1    | 0      | 0     | 1      |
| 6      | Finland                | 0    | 1      | 0     | 1      |
| 6      | Italien                | 0    | 1      | 0     | 1      |
| 6      | Schweiz                | 0    | 1      | 0     | 1      |
| 9      | Japan                  | 0    | 0      | 1     | 1      |
| 9      | Venezuela              | 0    | 0      | 1     | 1      |
| Totalt | Totalt                 | 6    | 6      | 6     | 18     |